# ویلیامز اف‌دبلیو۳۷
ویلیامز اف‌دبلیو۳۷ (به انگلیسی: ‎Williams FW37‎) یک خودروی مسابقه‌ای فرمول یک بود که توسط پت سایموندز، اد وود و جیسون سامرویل طراحی شد و توسط تیم مهندسی جایزه بزرگ ویلیامز برای شرکت در مسابقات فرمول یک فصل ۲۰۱۵ ساخته شد. فلیپه ماسا و والتری بوتاس رانندگانی بودند که در این فصل با این خودرو رانندگی کردند.
پیشرانهٔ این خودرو از نوع وی۶ ‎۹۰°‎ توربو با حجم ۱۶۰۰ سی‌سی بوده و جعبه‌دندهٔ آن ۸ دنده به‌صورت نیمه‌خودکار پیوسته بود.
این خودرو مجموعاً در ۱۹ مسابقه شرکت کرد، اما موفق به کسب پیروزی نشد.